# 空中相撞
空中相撞（英語：Mid-air collision）是指兩架或更多的飛機在飛行過程中相撞的航空事故。由於飛機相對速度較高，比起地面或海上，任何後續的影響非常嚴重，至少一架飛機通常會嚴重的損壞或完全破壞。
空中相撞的原因包含：溝通資訊不當，引擎推力不均（例如若左引擎推力比右引擎大則可導致飛機向右偏），錯誤的導航，偏離飛行航線等。雖然空中相撞很少發生，但是由於飛機體積較大，以及機場附近有大量飛機，因此空中相撞多在機場附近發生。

## 歷史

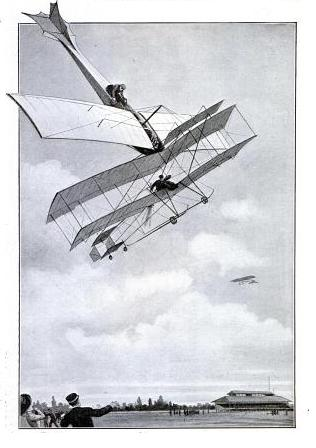
當世藝術家所繪製的第一次空中相撞，1910年

第一次有記錄的飛機空中相撞發生於意大利米蘭1910年9月24日至10月3日舉辦之米蘭國際航空巡迴賽（Milano Circuito Aereo Internazionale）。
10月3日，法國勒內·托馬斯駕駛安托瓦內特單翼飛機與駕駛法爾曼雙翼飛機的英國伯特倫·迪克森相撞。兩名飛行員倖免於難，但迪克森嚴重受傷，無法再次飛行。
而第一次致命的空中相撞則發生在1912年6月19日，發生於杜埃（法國） La Brayelle Airfield。當時駕駛員Marcel Dubois 以及 Lieutenant Albert Peignan（兩位同為法國人）於清晨時相撞，兩人（機上的駕駛員）死亡。

## 科技防止空中相撞

### 空中防撞系統（TCAS）
空中防撞系統（英語：Traffic Collision Avoidance System，縮寫：TCAS）是安裝於中、大型飛機的一組電腦系統，用以避免飛機在空中互相衝撞。現今大部份民航客機都設有空中防撞系統功能。空中防撞系統通過飛機上的應答機確定飛機航向和高度，使飛機之間可以顯示相互之間的距離間隔和高度。雖然仍有不足之處，但此系統的確大幅減少了空中相撞。

### 民航/軍用飛機在美國的空中相撞
在某些時候，軍用飛機在進行訓練時可能意外撞上民航飛機。1958年前，民航控制塔負責管理民航飛機，而軍用控制塔則負責管理軍用飛機，因此雙方未必能夠留意對方，因此發生了如1958年聯合航空736號班機空難，以及一個月後的美國首都航空300號班機空難。此兩次空難後加緊及促使了美國聯邦航空總署（ 英語：Federal Aviation Administration，縮寫：FAA）的成立，以及立法為民用和軍用飛機提供統一的空域控制。

## 民用飛機/軍民飛機相撞事故列表
註:此列表不包括軍用飛機相撞事故
| 日期 | 日期     | 死亡人數 | 生還人數 | 航班編號（如適用）/航機                                                                       | 階段（高度，如適用）     | 地方/地區/國家                                        |
| ---- | -------- | -------- | -------- | --------------------------------------------------------------------------------------------- | ------------------------ | ----------------------------------------------------- |
| 1922 | 4月7日   | 7        | 0        | CGEA Farman F.60/ Daimler Hire Ltd.德哈維蘭DH.18A（1922年皮卡第空中相撞事故）                 | 492英尺                  | 皮卡第，法國                                          |
| 1929 | 4月21日  | 6        | 0        | 麥達克斯航空Ford 5-AT-B Trimotor/ 美國陸軍航空兵團波音PW-9D                                   | 2,000英尺                | 聖地牙哥，加利福尼亞州，美國                          |
| 1935 | 5月18日  | 45       | 0        | 圖波列夫ANT-20馬克西姆爾基/ 波利卡爾波夫 I-5                                                  | 巡航                     | 莫斯科，俄羅斯蘇維埃聯邦社會主義共和國，蘇聯          |
| 1938 | 8月24日  | 5        | ?        | 日本飛行學院Hanriot HD.14/ 日本航空克超級環球型（1938年大森空中相撞事件）                     | 未知                     | 大森，東京，大日本帝國                                |
| 1942 | 10月23日 | 12       | 2        | 美國航空28號班機/ 美國空軍PV-1                                                                | 爬升/下降（9000英尺）    | 奇諾峽谷，加利福尼亞州，美國                          |
| 1945 | 7月12日  | 3        | 20       | 美國東方航空45號班機/ 美國陸軍航空軍A-26C「入侵者」攻擊機                                     | 下降                     | 佛羅倫薩，南卡羅來納州，美國                          |
| 1947 | 4月22日  | 9        | 0        | 達美航空DC-3C/ BT-13「勇敢者」教練機（1947年哥倫布空中相撞事件）                              | 下降                     | 哥倫布機場，哥倫布，馬斯科吉郡，喬治亞州，美國        |
| 1948 | 4月5日   | 15       | 0        | 英國歐洲航空維克斯VC.1維京/ 蘇聯空軍雅克-3戰鬥機（1948年加托夫空中撞機事件）                  | 進場                     | RAF Gatow，柏林，德國                                 |
| 1948 | 7月4日   | 39       | 0        | 北歐航空DC-6/ 英國皇家空軍約克C.1（1948年諾斯伍德空中撞機事件）                               | 下降                     | 諾斯伍德，倫敦，英國                                  |
| 1949 | 2月19日  | 14       | 0        | 英國歐洲航空C-47A運輸機/ 英國皇家空軍阿夫羅·安森T-21（1949年埃克索爾空中相撞事件）            | 巡航                     | 埃克索爾，英國                                        |
| 1949 | 11月1日  | 55       | 1        | 美國東方航空537號班機/ 洛歇P-38閃電式戰鬥機試飛                                               | 進場                     | 華盛頓哥倫比亞特區，美國                              |
| 1951 | 4月25日  | 43       | 0        | 古巴航空493號班機/ 比奇SNB-1 Kansan                                                           | 巡航/爬升                | 基韋斯特，門羅郡，佛羅里達州，美國                    |
| 1952 | 6月28日  | 2        | 60       | 美國航空910號班機/私人Temco Swift                                                             | 進場                     | 達拉斯，達拉斯縣，德克薩斯州，美國                    |
| 1954 | 4月8日   | 37       | 0        | 環加拿大航空9號班機/ 加拿大皇家空軍T-6德州佬式教練機                                          | 巡航                     | 穆斯喬，薩斯喀徹溫省，加拿大                          |
| 1955 | 1月12日  | 15       | 0        | 環球航空694號班機/ 私人DC-3（1955年辛辛那堤空中相撞事件）                                     | 爬升                     | 布恩縣，肯塔基州，美國                                |
| 1956 | 6月30日  | 128      | 0        | 聯合航空718號班機/ 環球航空2號班機（1956年大峽谷空中相撞事件）                                | 巡航                     | 美國大峽谷，科羅拉多河，亞利桑那州，美國              |
| 1957 | 1月31日  | 8        | 0        | 道格拉斯公司DC-7B/ 美國空軍F-89戰鬥機蠍式（1957年柏科馬空中相撞事件）                         | 巡航                     | 柏科馬，洛杉磯，加利福尼亞，美國                      |
| 1958 | 4月21日  | 49       | 0        | 聯合航空736號班機/ 美國空軍F-100超級軍刀戰鬥機                                                | 巡航                     | 拉斯維加斯，內華達州，美國                            |
| 1958 | 5月20日  | 13       | 1        | 美國首都航空300號班機/ 美國空軍T-33教練機                                                     | 下降                     | Brunswick，馬利蘭州，美國                             |
| 1958 | 5月20日  | 31       | 1        | 英國歐洲航空142號班機/ 意大利空軍F-86軍刀戰鬥機                                               | 下降                     | 安齊奧附近，羅馬首都廣域市，意大利                    |
| 1960 | 2月25日  | 61       | 3        | Real Transportes Aéreos DC-3/ 美國海軍R6D-1（1960年里約熱內盧撞機事件）                       | 下降                     | 瓜納巴拉灣，里約熱內盧，巴西                          |
| 1960 | 5月19日  | 1        | 38       | 阿爾及利亞航空卡拉維爾客機1A/Stampe SV.4                                                      | 進場                     | 巴黎-奧利機場，馬恩河谷省，巴黎，法國                 |
| 1960 | 12月16日 | 134      | 0        | 美國聯合航空826號班機/ 環球航空266號班機（1960年紐約撞機事件）                                | 下降                     | 紐約市，紐約州，美國                                  |
| 1963 | 2月1日   | 104      | 0        | 中東航空265號班機空難/ 土耳其空軍C-47運輸機（1963年安卡拉空中撞機事故）                       | 下降（7,000英尺）        | 安卡拉，安卡拉省，土耳其                              |
| 1965 | 12月4日  | 4        | 108      | 環球航空42號班機/美國東方航空853號班機（1965年卡梅爾空中相撞事件）                            | 下降                     | 卡梅爾，紐約，紐約州，美國                            |
| 1967 | 3月9日   | 26       | 0        | 環球航空553號班機/ 比奇男爵55                                                                 | 下降                     | 厄巴纳，尚佩恩縣，俄亥俄州，美國                      |
| 1967 | 7月19日  | 82       | 0        | 皮埃蒙特航空22號班機/ Lanseair塞斯納310                                                       | 爬升/下降                | Hendersonville，亨德森縣，北卡羅萊納州，美國          |
| 1968 | 3月27日  | 2        | 49       | 歐扎克航空965號班機/ 塞斯纳150F                                                               | 進場                     | 聖路易斯，密蘇里州，美國                              |
| 1968 | 8月4日   | 3        | 12       | 中北航空261號班機/塞斯納150                                                                   | 下降/巡航                | Wind Lake，拉辛縣，威斯康辛州，美國                   |
| 1969 | 6月23日  | 120      | 0        | 俄羅斯航空831號班機/ 蘇聯空軍安托諾夫An-12BP（1969年尤赫諾夫空中相撞事件）                    | 巡航                     | 尤赫諾夫區，蘇聯                                      |
| 1969 | 9月9日   | 82       | 0        | 亞利根尼航空853號班機/ 派珀PA-28切諾基                                                        | 下降                     | 費爾蘭，謝爾比縣，印第安納州，美國                    |
| 1971 | 6月6日   | 50       | 1        | 休斯西部航空706號班機/ 美國海軍陸戰隊F-4幽靈II戰鬥機                                          | 爬升（15150英尺）        | 聖蓋博山，加利福尼亞州，美國                          |
| 1971 | 7月30日  | 162      | 1        | 全日空58號班機/ 日本航空自衛隊F-86                                                            | 巡航（28,000英尺）       | 雫石町附近，岩手縣，本州，日本                        |
| 1972 | 6月29日  | 13       | 0        | 中北航空290號班機/ 威斯康辛航空671號班機（1972年溫納貝戈湖空中相撞事件）                      | 巡航（2500英尺）         | 溫納貝戈湖，威斯康辛州，美國                          |
| 1972 | 7月29日  | 38       | 0        | 哥倫比亞航空626號班機/ 另一架哥倫比亞航空班機                                                 | 巡航                     | Las Palomas附近，哥倫比亞                             |
| 1973 | 3月5日   | 68       | 108      | 西班牙國家航空504號班機/ 斯潘塔克斯航空400號班機（1973年南特空中相撞事件）                    | 巡航                     | 南特附近，大西洋盧瓦爾省，法國                        |
| 1974 | 8月9日   | 3        | 0        | 英國皇家空軍F-4幽靈II戰鬥機/ 派珀PA-25波尼（1974年諾福克空中相撞事件）                        | 低空                     | Fordham Fen，諾福克郡，英國                           |
| 1974 | 11月1日  | 38       | 0        | 安托諾夫An-2/ 米-8直升機（1974年蘇爾古特空中相撞事件）                                        | 進場                     | 蘇爾古特附近，俄羅斯蘇維埃聯邦社會主義共和國，蘇聯    |
| 1975 | 1月9日   | 14       | 0        | 西金航空261號班機/ 塞斯纳150                                                                  | 爬升                     | 惠蒂爾附近，加利福尼亞州，美國                        |
| 1976 | 9月9日   | 64       | 0        | 蘇聯民航7957號班機/ 蘇聯民航S-31號班機（1976年阿納帕空中相撞事件）                            | 巡航                     | 阿納帕附近，俄羅斯蘇維埃聯邦社會主義共和國，蘇聯      |
| 1976 | 9月10日  | 176      | 0        | 英國航空476號班機/ 伊內克斯-亞德里亞航空550號班機（薩格勒布空難）                             | 巡航                     | 札格瑞布附近，克羅埃西亞社會主義共和國, 南斯拉夫      |
| 1978 | 9月25日  | 144      | 0        | 太平洋西南航空182號班機/塞斯納C-172                                                           | 下降                     | 聖地牙哥，加利福尼亞州，美國                          |
| 1979 | 8月11日  | 178      | 0        | 摩爾多瓦航空7628號班機/ 俄羅斯航空7880號班機（1979年第聶伯羅捷爾任斯克撞機事件）              | 巡航                     | 佐洛奇夫，烏克蘭蘇維埃社會主義共和國，蘇聯            |
| 1981 | 7月18日  | 4        | 1        | 拉普拉塔航空加拿大飛機公司CL-44型/ 蘇聯國土防空軍蘇-15攔截機（1981年亞美尼亞空中相撞事件）    | 巡航                     | 葉里溫附近，亞美尼亞蘇維埃社會主義共和國，蘇聯        |
| 1981 | 8月24日  | 37       | 1        | 蘇聯民航811號班機/ 蘇聯空軍圖-16戰略轟炸機                                                    | 巡航                     | 扎維京斯克，俄羅斯蘇維埃聯邦社會主義共和國，蘇聯      |
| 1984 | 4月18日  | 19       | 16       | 兩架VOTEC Servicios Aéreos Regionais航班                                                      | 進場                     | 因佩拉特里斯機場附近，巴西                            |
| 1985 | 5月3日   | 94       | 0        | 蘇聯民航8381號班機/ 蘇聯空軍安托諾夫An-26（1985年佐洛奇夫空中相撞事件）                       | 下降（13000英尺）        | 佐洛奇夫，烏克蘭蘇維埃社會主義共和國，蘇聯            |
| 1986 | 6月18日  | 25       | 0        | 大峽谷航空6號班機/ 貝爾206直升機（1986年大峽谷空中相撞事件）                                  | 低空（6500英尺）         | 美國大峽谷，科羅拉多河，亞利桑那州，美國              |
| 1986 | 8月31日  | 82       | 0        | 墨西哥國際航空498號班機/ 派珀射手N4891F                                                       | 下降/爬升                | 色里托斯，洛杉磯郡，加利福尼亞州，美國                |
| 1987 | 1月15日  | 10       | 0        | 天西航空1834號班機/ 穆尼M20                                                                   | 進場                     | Kearns，鹽湖郡，猶他州，美國                          |
| 1990 | 4月9日   | 2        | 7        | 大西洋東南航空2254號班機/ 塞斯納172                                                           | 爬升/ 下降               | 加茲登，埃托瓦縣，阿拉巴馬州，美國                    |
| 1991 | 4月4日   | 5        | 0        | Lycoming Air派珀Aerostar/ 太陽石油公司貝爾412（梅里恩空中相撞事件）                           | 低空                     | Lower Merion Township，費城，賓夕凡尼亞州，美國       |
| 1992 | 12月22日 | 157      | 2        | 利比亞阿拉伯航空1103號班機/ 米格-23戰鬥機                                                     | 進場                     | 的黎波里國際機場，的黎波里，利比亞                    |
| 1993 | 2月8日   | 133      | 0        | 伊朗空旅航空962號航班/ 伊朗空軍Su-24戰鬥轟炸機（1993年德黑蘭空中相撞事件）                    | 爬升/進場                | 德黑蘭，伊朗                                          |
| 1993 | 11月26日 | 4        | 0        | 紐西蘭警方歐直AS355松鼠二型直升機/ 紐西蘭警方派珀PA-28-181射手型（1993年奧克蘭空中相撞事件）  | 低空                     | 奧克蘭，新西蘭                                        |
| 1995 | 2月10日  | 7        | 5        | 安托諾夫An-70原型機/ 安托諾夫An-72（1995年An-70原型機撞機事件）                               | 未知（10,500英尺）       | 博羅江卡區，基輔州，烏克蘭                            |
| 1996 | 11月12日 | 349      | 0        | 沙地阿拉伯航空763號班機/ 哈薩克航空1907號班機（恰爾基達德里撞機事件）                         | 爬升/ 下降（14,000英尺） | 恰爾基達德里，印度                                    |
| 1998 | 7月30日  | 15       | 0        | 海神航空706號班機/ 賽斯納117RG                                                                | 低空                     | 基伯龍灣，莫爾比昂省，布列塔尼半島，法國              |
| 2000 | 2月8日   | 3        | 0        | 莫拉凡242L/ 塞斯納172P（2000年錫安空中相撞事件）                                              | 下降                     | 錫安，萊克縣，伊利諾州，美國                          |
| 2001 | 5月19日  | 6        | 1        | 中日本航空歐直AS332L1超級美洲獅直升機/ 中日本航空塞斯納172P（2001年桑名市空中相撞事件）       | 低空（約2100英尺）       | 桑名市，三重縣，日本                                  |
| 2002 | 7月1日   | 71       | 0        | 巴什克利安航空2937號班機/ DHL快遞公司611號班機（于伯林根空難）                                | 巡航（34890英尺）        | 于伯林根，巴登-符登堡，德國                           |
| 2005 | 1月18日  | 1        | 2        | 空中拖拉機AT-502B/ 美國空軍塞斯納T-37B                                                        | 巡航                     | Hollister（蒂爾曼縣），蒂爾曼縣，奧克拉荷馬州，美國   |
| 2006 | 9月29日  | 154      | 7        | 戈爾航空1907號班機/ 卓越航空N600XL航機                                                        | 巡航（37000英尺）        | 亞馬遜雨林，巴西                                      |
| 2007 | 3月5日   | 8        | 0        | Helog歐直AS332超級美洲獅直升機/ 私人鑽石DA20（2007年濱湖采爾空中相撞事件）                    | 低空（5090英尺）         | 濱湖采爾機場，濱湖采爾，薩爾斯堡邦，奥地利            |
| 2007 | 7月27日  | 4        | 0        | KNXV-TV歐直AS350松鼠一型直升機B2/ KTVK歐直AS350松鼠一型直升機B2（2007年鳳凰城直升機相撞事故） | 低空                     | 鳳凰城，亞利桑那州，美國                              |
| 2007 | 9月1日   | 2        | 0        | 兩架莫拉凡Z-526F                                                                              | 特技飛行表演             | 拉多姆附近，波蘭                                      |
| 2009 | 8月8日   | 9        | 0        | 派珀PA-32/ 歐洲直升機公司AS350「松鼠一型」（2009年哈德遜河空中相撞事件）                      | 低空                     | 哈德遜河，紐約，紐約州，美國                          |
| 2012 | 9月20日  | 3        | 200      | 敘利亞航空501號班機/ 敘利亞空軍米-8直升機                                                     | 爬升                     | 大馬士革，敘利亞                                      |
| 2013 | 11月2日  | 0        | 11       | 塞斯納182L/ 塞斯納185F                                                                        | 巡航                     | 蘇必利爾，威斯康星州，美國                            |
| 2015 | 3月9日   | 10       | 0        | 兩架歐洲直升機公司AS350「松鼠一型」（卡斯特利鎮直升機空難）                                   | 爬升                     | 拉里奧哈省，阿根廷                                    |
| 2015 | 7月7日   | 2        | 1        | 私人塞斯納150M/美國空軍F-16C戰隼戰鬥機（2015年蒙克斯科納空中撞機事故）                        | 爬升/ 進場               | 蒙克斯科納，伯克利郡，南卡羅來納州，美國              |
| 2015 | 9月5日   | 7        | 112      | 木棉洲際航空71號班機/ 英國宇航BAe-125                                                         | 巡航                     | 塞內加爾東部                                          |
| 2019 | 5月13日  | 6        | 10       | 山脈航空237號班機/ 塔泉航空159號班機（2019年喬治灣撞機事件）                                  | 下降                     | 喬治灣，阿拉斯加州，美國                              |
| 2020 | 11月8日  | 2        | 2        | 兩架亙柏Cabri G2直升機（2020年安邦直升機空中相撞事故）                                        | 巡航（1300英尺）         | 美拉華蒂花園，安邦，鵝嘜縣，雪蘭莪，馬來西亞          |
| 2021 | 5月12日  | 0        | 3        | 青檸航空970號班機/ 西鋭SR22（2021年科羅拉多州空中相撞事故）                                   | 進場                     | Cherry Creek State Park，阿拉帕霍郡，科羅拉多州，美國 |
| 2022 | 7月17日  | 4        | 0        | 派珀PA-46馬里布/ 塞斯納172                                                                    | 進場                     | 北拉斯維加斯，克拉克郡，內華達州，美國                |
| 2022 | 9月17日  | 3        | 0        | 塞斯納172/ Sonex Xenos                                                                        | 巡航                     | 朗蒙特，圓石郡及韋爾德郡，科羅拉多州，美國            |
| 2022 | 11月12日 | 6        | 0        | 波音B-17飛行堡壘/ 貝爾P-63戰鬥機（2022年達拉斯航展空中相撞事件）                              | 爬升                     | 達拉斯，達拉斯郡，德克薩斯州，美國                    |
| 2023 | 1月2日   | 4        | 8        | 兩架歐直EC130直升機（2023年澳大利亞黃金海岸直升機空中相撞事件）                               | 爬升/ 下降               | Gold Coast Seaway，昆士蘭州，澳洲                     |
| 2023 | 3月7日   | 4        | 0        | 派珀PA-28-161切諾基/ 派柏J-3幼獸                                                              | 爬升/ 下降               | 冬季港口，波爾克郡，佛羅里達州，美國                  |
| 2023 | 8月6日   | 3        | 3        | S-64E天空吊車直升機/ 貝爾407                                                                  | 巡航                     | 卡巴藏，河濱郡，加利福尼亞州，美國                    |
| 2024 | 3月5日   | 2        | 44       | Safarilink 航空053號班機/ 99飛行學校塞斯納172M                                                | 巡航                     | 奈洛比國家公園，肯亞                                  |
| 2024 | 10月16日 | 3        | 0        | 賽斯納182/ Jabiru UL-450                                                                      | 巡航                     | Belimbla Park，新南威爾斯州，澳洲                     |
| 2025 | 1月29日  | 67       | 0        | 美鹰航空5342号班机/美国陆军UH-60黑鹰直升机                                                    | 進場                     | 波托马克河，华盛顿哥伦比亚特区，美國                  |

## 軍用飛機相撞事故列表

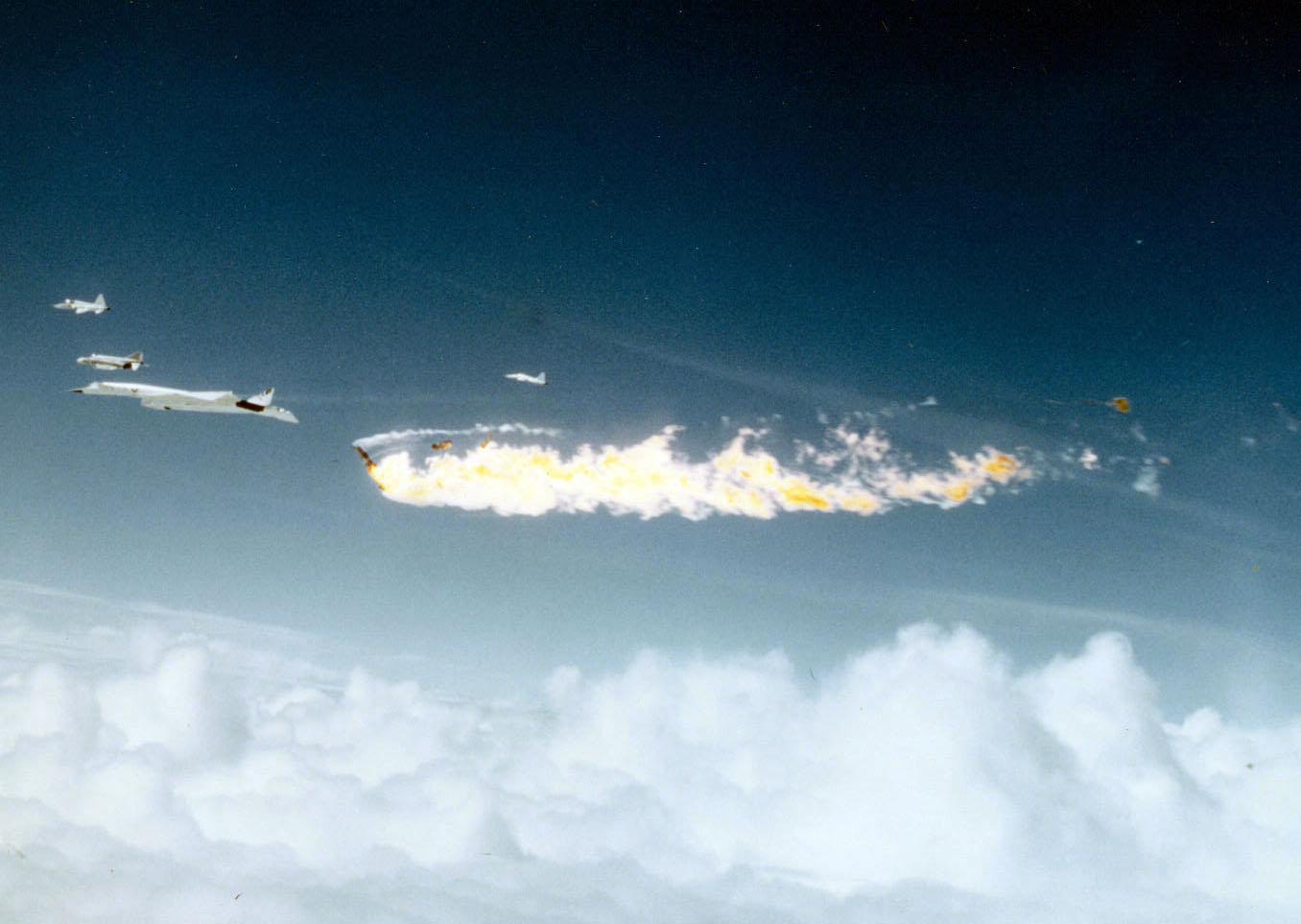
1966年6月8日，XB-70A二號原型機與後方F-104星式戰鬥機發生空中相撞。圖為兩機相撞後爆炸起火的畫面

| 日期 | 日期     | 死亡人數 | 生還人數 | 航機 | 地方/地區/國家                                         |
| ---- | -------- | -------- | -------- | --- | ------------------------------------------------------ |
| 1940 | 9月29日  | 0        | 4        | 兩架澳洲皇家空軍第二飛行訓練學校阿弗羅安森（1940年布羅克爾斯比空中相撞事故）                                  | 布羅克爾斯比，新南威爾士州，澳洲                       |
| 1953 | 1月15日  | 26       | 0        | 英國皇家空軍維克斯Valetta/ 英國皇家空軍蘭加士打轟炸機（1953年地中海空中相撞事件）                             | 西西里島附近，地中海                                   |
| 1955 | 8月11日  | 66       | 0        | 兩架美國空軍C-119運輸機（1955年阿爾滕施泰格空中相撞事件）                                                     | 阿爾滕施泰格附近，西德                                 |
| 1958 | 2月5日   | 0        | 4        | 美國空軍B-47轟炸機/ 美國空軍F-86軍刀戰鬥機（1958年B-47轟炸機空難）                                            | 泰比島，查塔姆郡，喬治亞州，美國                       |
| 1965 | 1月15日  | 18       | 0        | 兩架美國陸軍貝爾UH-1直升機                                                                                    | 班寧堡，喬治亞州，美國                                 |
| 1966 | 1月17日  | 7        | 4        | 美國空軍B-52同溫層堡壘轟炸機/ 美國空軍KC-135空中加油機（1966年B-52同溫層堡壘轟炸機空難）                      | 地中海靠近帕洛馬勒斯，阿美利亞省，安達魯西亞，西班牙   |
| 1966 | 6月8日   | 2        | 2        | 美國空軍XB-70A二號機/ 美國空軍F-104星式戰鬥機                                                                 | 巴斯托，聖貝納迪諾縣，加利福尼亞州，美國               |
| 1973 | 4月12日  | 16       | 1        | 美國太空總署康維爾990/ 美國海軍P-3C獵戶座海上巡邏機（1973年山景城空中相撞事件）                               | 莫菲特聯邦機場，山景城，加利福尼亞州，美國             |
| 1982 | 9月20日  | ?        | ≥1       | 中國人民解放軍空軍安托諾夫An-26/ 殲擊機（張家口機場空中相撞）                                                 | 張家口寧遠機場，張家口市，河北省，中華人民共和國       |
| 1983 | 5月1日   | 0        | 3        | 以色列空軍106中隊F-15鷹式戰鬥機/ 以色列空軍116中隊A-4天鷹式攻擊機（1983年內蓋夫空中相撞事故）                 | 內蓋夫，以色列                                         |
| 1988 | 8月28日  | 3        | 0        | 三架意大利空軍三色箭飛行表演隊的MB-339教練機（拉姆施泰因航展事故）                                            | 拉姆施泰因空軍基地，萊茵蘭-普法茨，西德                |
| 1994 | 3月23日  | 0        | 7        | 美國空軍F-16D戰隼戰鬥機/ 美國空軍C-130運輸機（北卡羅來納州軍機相撞事件）                                      | Pope Field，北卡羅來納州，美國                         |
| 1997 | 2月4日   | 73       | 0        | 兩架以色列空軍CH-53直升機（1997年以色列直升機相撞事件）                                                       | She'ar Yashuv，上加利利，胡拉山谷，以色列              |
| 1997 | 9月13日  | 33       | 0        | 美國空軍洛克希德C-141舉星者運輸機/ 德國聯邦國防軍空軍圖波列夫Tu-154M（1997年納米比亞空中相撞事件）            | 納米比亞以西約65海里（120公里）                        |
| 2001 | 4月1日   | 1        | 24       | 中國人民解放軍海軍航空兵殲-8B/ 美國海軍EP-3E ARIES II偵察機（中美撞機事件）                                   | 南海靠近海南島，中華人民共和國                         |
| 2009 | 8月16日  | 1        | 1        | 兩架俄羅斯勇士飛行表演隊蘇愷-27UB戰鬥機                                                                       | 莫斯科，俄羅斯                                         |
| 2009 | 10月30日 | 9        | 0        | 美國海岸防衛隊HC-130H運輸機/ 美國海軍陸戰隊AH-1超級眼鏡蛇（2009年加利福尼亞空中相撞事件）                     | 聖克利門蒂島以東約15海里（24公里），加利福尼亞州，美國 |
| 2014 | 6月23日  | 2        | 1        | 德國聯邦國防軍空軍颱風戰鬥機/ GFD Gesellschaft für Flugzieldarstellung里爾35A（2014年奧爾斯貝格空中相撞事件） | 奧爾斯貝格，北萊茵-西伐利亞，德國                      |
| 2019 | 11月25日 | 13       | 0        | 法國軍隊虎式直升機/ 法國軍隊歐直AS532美洲獅直升機（2019年梅納卡空中相撞事件）                                 | 梅納卡，馬里行政區，馬利                               |
| 2023 | 3月29日  | 9        | 0        | 兩架美國陸軍第101空降師UH-60黑鷹直升機（2023年坎貝爾軍營UH-60黑鷹直升機相撞事件）                             | 坎貝爾軍營，特里格县，肯塔基州，美國                   |
| 2023 | 7月1日   | 1        | 1        | 兩架哥倫比亞空軍T-27超級巨嘴鳥攻擊機                                                                          | 比亞維森西奧，梅塔省，哥倫比亞                         |
| 2023 | 8月25日  | 3        | ?        | 兩架L-39信天翁                                                                                                | 日托米爾州，烏克蘭                                     |
| 2024 | 4月23日  | 10       | 0        | 馬來西亞皇家海軍阿古斯特維斯特蘭AW139直升機/ 馬來西亞皇家海軍歐直耳廓狐直升機（馬來西亞紅土坎直升機相撞事件） | 紅土坎，曼絨縣，霹靂州，馬來西亞                       |

## 資料
- Analysis of Mid-Air Collisions （页面存档备份，存于）, One of the most hazardous consequences of a loss of separation between aircraft, including as a result of a level bust, is a mid-air collision SKYbrary

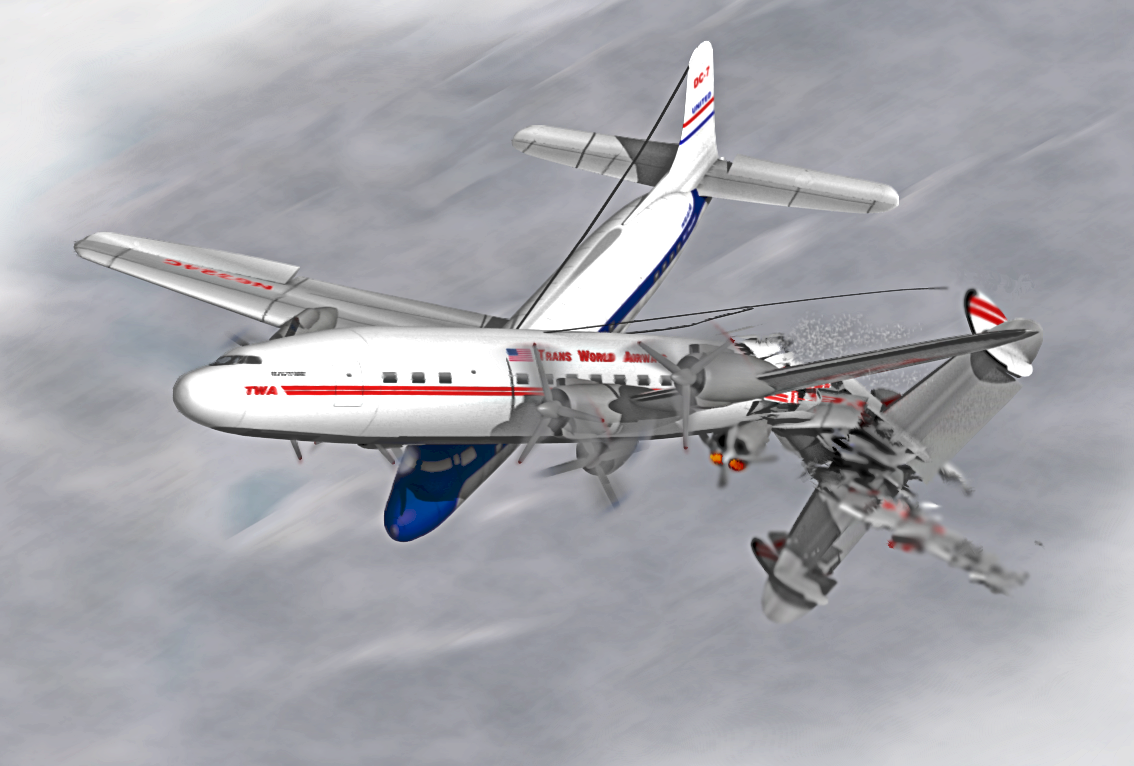
電腦繪圖模擬1956年大峡谷空中相撞事件。

電腦動態模擬太平洋西南航空182号班机空难，先顯示是雷達圖，再顯示相撞過程。

- Indepth Backgrounder: Mid-air collision, CBC
- SeeAndAvoid, DoD Civil-Military Midair Collision Prevention Portal
- Interactive Web Site Helps Pilots ‘See and Avoid’ Midair Collisions, DefenseLink Press Release
- Low Altitude Military Aircraft Deconfliction Webtool